# Coulanges-sur-Yonne
Pour les articles homonymes, voir Coulanges.
Coulanges-sur-Yonne est une commune française située dans le département de l'Yonne en région Bourgogne-Franche-Comté.

## Géographie

### Climat
Pour des articles plus généraux, voir Climat de la Bourgogne-Franche-Comté et Climat de l'Yonne.
En 2010, le climat de la commune est de type climat océanique dégradé des plaines du Centre et du Nord, selon une étude du Centre national de la recherche scientifique s'appuyant sur une série de données couvrant la période 1971-2000. En 2020, Météo-France publie une typologie des climats de la France métropolitaine dans laquelle la commune est exposée à un climat océanique altéré et est dans la région climatique  Centre et contreforts nord du Massif Central, caractérisée par un air sec en été et un bon ensoleillement. 
Pour la période 1971-2000, la température annuelle moyenne est de 11,1 °C, avec une amplitude thermique annuelle de 15,7 °C. Le cumul annuel moyen de précipitations est de 741 mm, avec 11,7 jours de précipitations en janvier et 7,4 jours en juillet. Pour la période 1991-2020, la température moyenne annuelle observée sur la station météorologique de Météo-France la plus proche, « Clamecy », sur la commune de Clamecy à 8 km à vol d'oiseau, est de 11,5 °C et le cumul annuel moyen de précipitations est de 707,4 mm. 
La température maximale relevée sur cette station est de 40,7 °C, atteinte le 25 juillet 2019 ; la température minimale est de −14 °C, atteinte le 9 février 2012,,. 
Les paramètres climatiques de la commune ont été estimés pour le milieu du siècle (2041-2070) selon différents scénarios d'émission de gaz à effet de serre à partir des nouvelles projections climatiques de référence DRIAS-2020. Ils sont consultables sur un site dédié publié par Météo-France en novembre 2022.

## Urbanisme

### Typologie
Au 1er janvier 2024, Coulanges-sur-Yonne est catégorisée commune rurale à habitat dispersé, selon la nouvelle grille communale de densité à sept niveaux définie par l'Insee en 2022.
Elle est située hors unité urbaine. Par ailleurs la commune fait partie de l'aire d'attraction de Clamecy, dont elle est une commune de la couronne,. Cette aire, qui regroupe 45 communes, est catégorisée dans les aires de moins de 50 000 habitants,.

### Occupation des sols
L'occupation des sols de la commune, telle qu'elle ressort de la base de données européenne d’occupation biophysique des sols Corine Land Cover (CLC), est marquée par l'importance des territoires agricoles (52,1 % en 2018), une proportion sensiblement équivalente à celle de 1990 (52,3 %). La répartition détaillée en 2018 est la suivante : 
terres arables (47,8 %), forêts (41,9 %), zones urbanisées (6 %), zones agricoles hétérogènes (3,4 %), prairies (0,9 %). L'évolution de l’occupation des sols de la commune et de ses infrastructures peut être observée sur les différentes représentations cartographiques du territoire : la carte de Cassini (XVIIIe siècle), la carte d'état-major (1820-1866) et les cartes ou photos aériennes de l'IGN pour la période actuelle (1950 à aujourd'hui).

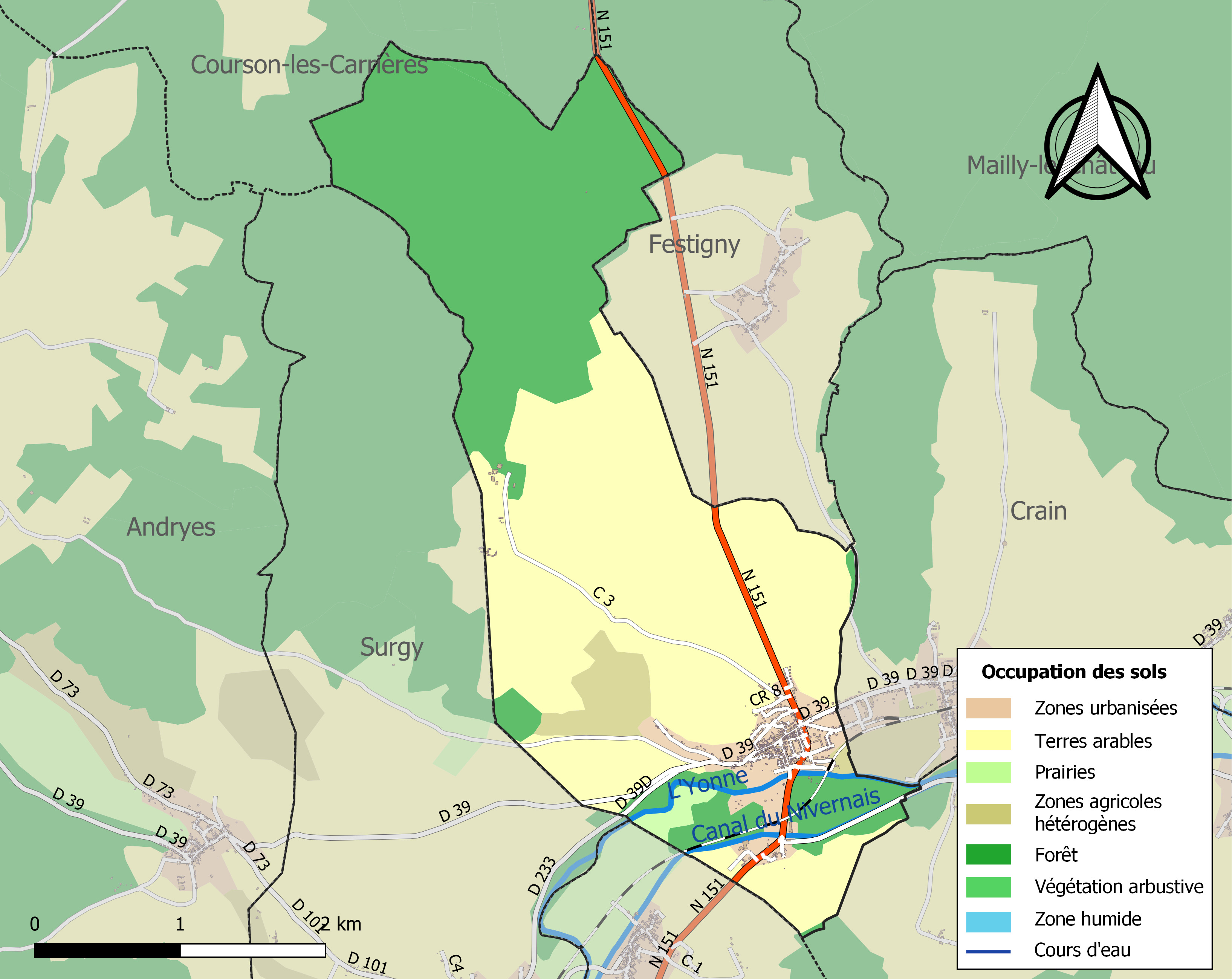
Carte des infrastructures et de l'occupation des sols de la commune en 2018 (CLC).

## Toponymie
Mentionnée dès le IXe siècle sous le nom de Coloniae.

Du latin colonica.

Le paysan libre obtenait le droit de s'établir dans une colonica dont il était le colon.

Des colonicæ sont apparues dès le VIIIe siècle.

## Histoire
Coulanges relevait de la châtellenie de Druyes, en Auxerrois : d'abord des évêques, puis, à l'époque féodale, des comtes d'Auxerre, qui étaient aussi comtes de Nevers et de Tonnerre. Ainsi, la comtesse Mathilde/Mahaut (née vers 1188) mourut le 29 juillet 1257 au château de Coulanges-sur-Yonne. 
Au rattachement du comté d'Auxerre à la Couronne (1370), Coulanges, comme Druyes, continue à dépendre des différentes familles qui assument successivement le comté, puis duché, de Nevers (voir à l'article Druyes), jusqu'aux Mancini-Mazarin (1659) ; avec finalement une vente aux Damas d'Anlezy (1738),.

## Politique et administration
| Période   | Période  | Identité            | Étiquette | Qualité                        |
| --------- | -------- | ------------------- | --------- | ------------------------------ |
| ?         | ?        | Grégoire Direz      | UDF       | Conseiller général (1982-1988) |
| mars 2001 | 2014     | Jean-Claude Grasset | SE        | Retraité                       |
| mars 2014 | 2014     | Valérie Menegazzo   |           |                                |
| 2014      | 2020     | Jean-Claude Grasset | SE        | Retraité                       |
| mai 2020  | En cours | Marcel Chevillon    |           |                                |

## Démographie
L'évolution du nombre d'habitants est connue à travers les recensements de la population effectués dans la commune depuis 1793. Pour les communes de moins de 10 000 habitants, une enquête de recensement portant sur toute la population est réalisée tous les cinq ans, les populations de référence des années intermédiaires étant quant à elles estimées par interpolation ou extrapolation. Pour la commune, le premier recensement exhaustif entrant dans le cadre du nouveau dispositif a été réalisé en 2004.

En 2022, la commune comptait 506 habitants, en évolution de −11,38 % par rapport à 2016 (Yonne : −1,95 %, France hors Mayotte : +2,11 %).
| 1793 | 1800  | 1806  | 1821  | 1831  | 1836  | 1841  | 1846  | 1851  |
| ---- | ----- | ----- | ----- | ----- | ----- | ----- | ----- | ----- |
| 961  | 1 068 | 1 104 | 1 095 | 1 023 | 1 169 | 1 247 | 1 223 | 1 172 |

| 1856  | 1861  | 1866  | 1872 | 1876 | 1881 | 1886 | 1891 | 1896 |
| ----- | ----- | ----- | ---- | ---- | ---- | ---- | ---- | ---- |
| 1 089 | 1 039 | 1 057 | 972  | 952  | 949  | 913  | 937  | 859  |

| 1901 | 1906 | 1911 | 1921 | 1926 | 1931 | 1936 | 1946 | 1954 |
| ---- | ---- | ---- | ---- | ---- | ---- | ---- | ---- | ---- |
| 830  | 766  | 743  | 692  | 673  | 708  | 682  | 514  | 560  |

| 1962 | 1968 | 1975 | 1982 | 1990 | 1999 | 2004 | 2006 | 2009 |
| ---- | ---- | ---- | ---- | ---- | ---- | ---- | ---- | ---- |
| 671  | 639  | 609  | 597  | 580  | 565  | 543  | 536  | 566  |

| 2014 | 2019 | 2022 | - | - | - | - | - | - |
| ---- | ---- | ---- | - | - | - | - | - | - |
| 567  | 512  | 506  | - | - | - | - | - | - |

## Lieux et monuments
- Église Notre-Dame de Coulanges-sur-Yonne

## Personnalités liées à la commune
- Théophile Collinot (1844-1905), homme politique et ancien maire de la commune.

## Pour approfondir